# سطح عرضی

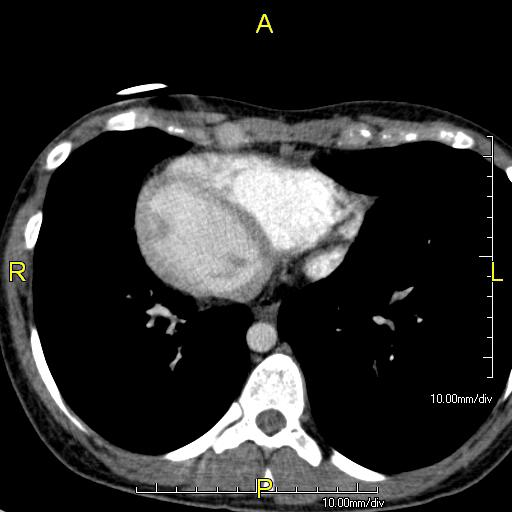
یک تصویر سی‌تی از قفسه سینه با دید فوقانی-تحتانی.

صفحهٔ عرضی یا آگزیال (Transverse or Axial View) در بیان جهت در آناتومی صفحه ایست افقی که بدن یا دید بدن را به قسمت‌های تحتانی و فوقانی تقسیم می‌کند.
در حقیقت این دید همان دید مقطعی است که در اکثر تصویرگیری‌های سی‌تی‌اسکن دیده می‌شود. گاه به جای واژه "دید" در این موضوع از واژه‌های "برش" یا "مقطع" یا "صفحه" نیز استفاده می‌شود .